# Estadio Rosas Pampa
El estadio Rosas Pampa es un recinto deportivo ubicado en la ciudad peruana de Huaraz, en la región Áncash, a una altitud de 3040 m s. n. m. Con una capacidad de 20 000 espectadores, alberga los partidos del Fútbol Club San Marcos, en la Liga 2 y del Centro Social Pariacoto en la liga 3 del fútbol profesional peruano, así como de los clubes huaracinos Sport Rosario, Sport Áncash en la Copa Perú, y del club femenino Real Áncash FC en la Liga Femenina.
Fue escenario de primera división del Deportivo Municipal en 1977. Posteriormente, sirvió como escenario local del club Sport Áncash entre 2005 y 2008. Se remodeló entre 2008 y 2010 y se reestrenó en primera división en el año 2017, también albergó un partido internacional válido por la Copa Sudamericana 2018 como escenario del club Sport Rosario en 2018. 

## Historia
El campo deportivo se construyó en una llanura aluvial o pampa (quechua), cercana a la ribera del río Santa; el terreno fue adquirido por el municipio de Huaraz a inicios de la década de 1930 para la construcción de un recinto penitenciario que fue concluido pocos años después. En la década de 1940, se planeó la construcción de un estadio de fútbol en la parcela sobrante que era utilizada como vivero y rosedal; así, en 1943 se allanó y adecuó el campo deportivo con una tribuna de madera, y un año después se iniciaron las competiciones de la liga distrital de Huaraz. El estadio fue bautizado como 'Rosas Pampa'. En aquella época, los clubes representativos de Huaraz eran el Deportivo Belén, el Club Centenario, La Soledad e Independencia que representaban a los barrios de la ciudad.

### Reinauguración

Vista panorámica desde la tribuna oriental.

Fue reinaugurado el 8 de agosto de 2010 con el partido entre Sport Áncash e Hijos de Acosvinchos, en el que el cuadro local ganó por 3-0. Con su ampliación pasó de tener una capacidad de 8000 espectadores a una de 20 000, entre sus mejoras importantes se encuentran las tribunas  techadas, cuatro torres de iluminación, tablero electrónico, sistema especial de drenaje, cabinas de transmisión, oficinas para las demás disciplinas deportivas alrededor por debajo las tribunas. El proyecto de la reconstrucción costó S/ 41 729 436. El Gobierno Regional de Áncash proyectó que las obras de reconstrucción valdrían solo S/.15 800 000 en el 2007 y en 2008 se tasó un valor referencial de S/.35 800 000 dándose inicio a la obra. Al concluirse, el valor de ejecución ascendió hasta los S/.64 000 000. Por este motivo, el expresidente regional César Álvarez, funcionarios y empresarios, fueron sentenciados a 10 años de prisión efectiva por colusión y peculado doloso.

### Partidos internacionales
| Fecha      | Local         | Resultado | Visitante             | Competición            |
| ---------- | ------------- | --------- | --------------------- | ---------------------- |
| 27-01-2018 | Sport Rosario | 4 - 1     | Técnico Universitario | Noche Rosarina         |
| 20-02-2018 | Sport Rosario | 0 - 0     | Atlético Cerro        | Copa Sudamericana 2018 |

### Finales y Definiciones
| Fecha      | Local        | Resultado | Visitante           | Competición                    |
| ---------- | ------------ | --------- | ------------------- | ------------------------------ |
| 19-12-2004 | Sport Áncash | 1 - 0     | Deportivo Municipal | Final Copa Perú 2004 (Ida)     |
| 24-07-2011 | Sport Áncash | 1 - 1     | José Gálvez         | Final Copa del Inca 2011 (Ida) |